# 5 Dywizja Artylerii

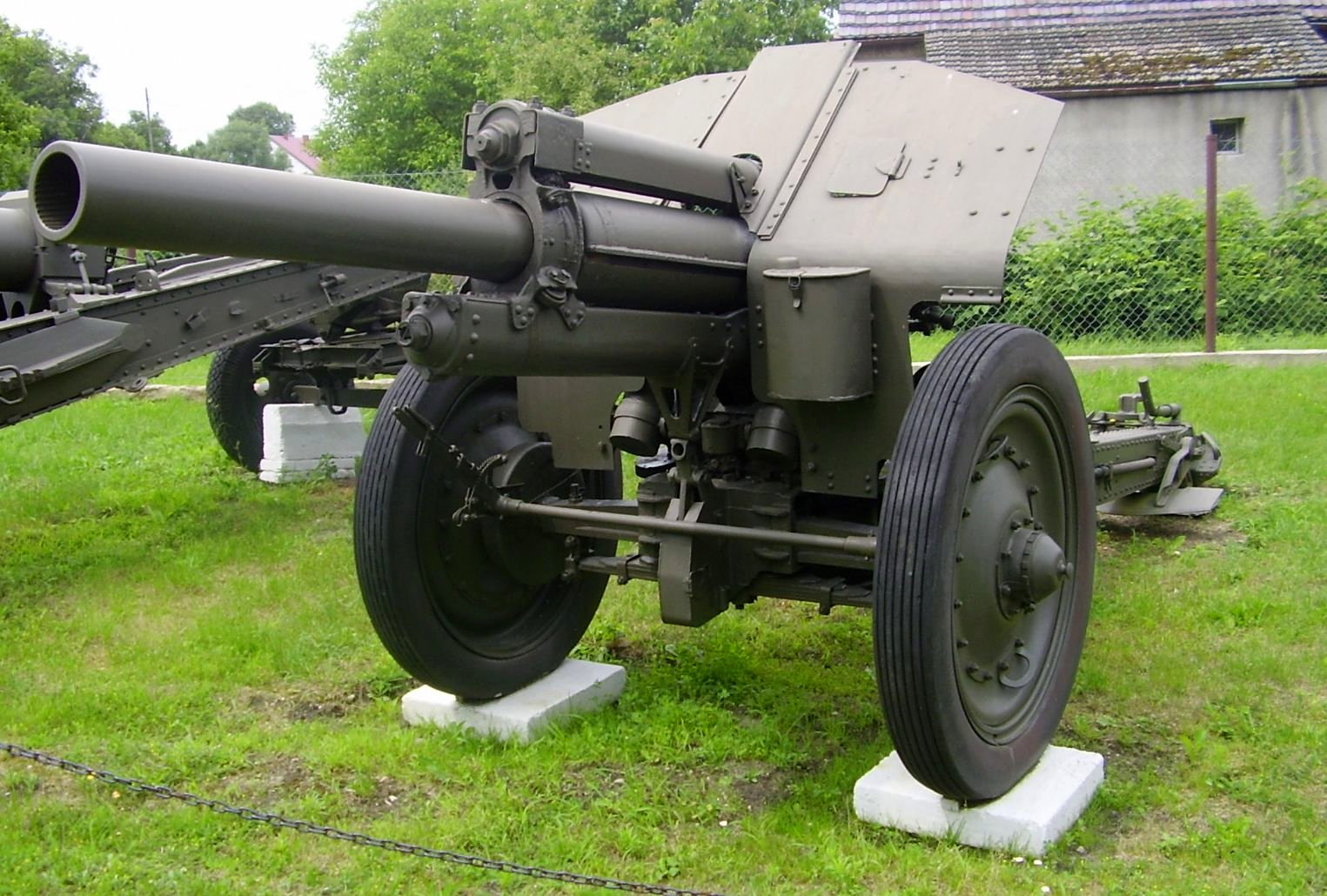
122 mm haubica wz. 1938 (M-30)

5 Dywizja Artylerii (5 DA) – związek taktyczny artylerii Wojska Polskiego.

## Formowanie i zmiany organizacyjne
Dywizja została sformowana w Łowiczu na podstawie rozkazu Nr 58/Org. Naczelnego Dowódcy Wojska Polskiego z dnia 15 marca 1945. W jej skład włączone zostały trzy istniejące już samodzielne brygady artylerii. Zaprzysiężenia jednostki dokonano w Łowiczu.
Formowanie jednostki zakończyło się 30 kwietnia 1945. Naczelny Dowódca Wojska Polskiego Rozkazem nr 110/org. z dnia 30 kwietnia 1945 wcielił 5 DA w skład 1 Armii Wojska Polskiego. Włączenie dywizji nastąpiło dopiero 11 maja 1945 na podstawie rozkazu nr 0194 dowódcy 1 Armii, gen. dyw. Stanisława Popławskiego.
Przy dywizji funkcjonował Wojskowy Sąd Polowy 5 Dywizji Artylerii, którego szefem był porucznik Józef Badecki.
Dywizję została rozformowana we wrześniu 1945, w Toruniu. Na jej bazie została utworzona 13 Brygada Artylerii Ciężkiej, a na bazie wydzielonych pododdziałów 2. i 3 BAH zorganizowane 87 i 90 pułki artylerii haubic. 9 dywizjon artyleryjskiego rozpoznania pomiarowego został włączony do 71 pac.

## Struktura organizacyjna dywizji
- dowództwo 5 Dywizji Artylerii według etatu nr 08/520 
  - dowódca – płk Stanisław Skokowski (1945)
  - szef sztabu – płk Ługowcow (1945)
- bateria dowodzenia według etatu nr 08/523
- 2 Pomorska Brygada Artylerii Haubic
- 3 Warszawska Brygada Artylerii Haubic
- 10 Brygada Artylerii Ciężkiej
- 9 dywizjon artyleryjskiego rozpoznania pomiarowego według etatu nr 08/555
- 8 Samodzielny batalion samochodowy według etatu nr 08/524
- kompania sanitarna według etatu nr 08/513
- ruchome warsztaty artyleryjskie według etatu nr 08/514
- 38 piekarnia polowa według etatu nr 08/525
- warsztaty samochodowe według etatu nr 08/611
- ruchome warsztaty mundurowe według etatu nr 04/215
- 3249 Wojskowa Stacja Pocztowa według etatu nr 014/97W
- Polowa Kasa Banku Państwowego według etatu nr 04/16

Stan bojowy dywizji 10 maja 1945 liczył 5460 żołnierzy, w tym:
- dowództwo 5 DA i jednostki dywizyjne – 568,
- 10 Brygada Artylerii Polowej – 1215,
- 2 Brygada Artylerii Haubic – 1809,
- 3 Brygada Artylerii Haubic – 1868[a].

Zgodnie z etatem 10 BAC miała posiadać trzydzieści sześć 152 mm haubicoarmat wz. 1937, natomiast brygady artylerii haubic po sześćdziesiąt 122 mm haubic wz. 1938 (M-30).